# Пекло, Ян
Ян Пекло (пол. Jan Piekło; родился 20 ноября 1952 года, Краков, Польская Народная Республика) — польский публицист, журналист и дипломат, посол Польши на Украине (2016—2019). Как журналист описывал события румынской революции 1989 года и войну в бывшей Югославии. Автор двух книг о Балканах.

## Биография
Родился 20 ноября 1952 года в Кракове. Окончил Ягеллонский университет, факультет польской филологии.
В 1978—1981 гг. — репортёр издания Gazeta Krakowska.
В 1982—1988 гг. — участвовал в подпольных изданиях «Солидарности». После введения военного положения в Польше, практиковал как психотерапевт по работе с подростками.
В 1989—1991 гг. — репортёр в газете Tygodnik Powszechny, а впоследствии — редактор издания.
В 1991—1997 гг. — репортёр-фрилансер в Югославии.
С 2000 года — редактор журнала FORUM, посвящённого еврейско-христианским отношениям и сотрудничеству.
В 2001—2002 гг. — координатор в польско-американском проекте «Мосты толерантности».
С 2005 года — исполнительный директор Фонда польско-украинского сотрудничества ПАУСИ в Киеве и Варшаве.
27 мая 2016 — решением комиссии польского Сейма по иностранным делам утверждён в должности нового посла Польши на Украине.
3 августа 2016 — назначен Чрезвычайным и Полномочным Послом Республики Польша на Украине.
26 октября 2016 — 31 января 2019 — посол Польши на Украине.

## Критика
До назначения на должность посла на Украине не имел опыта дипломатической работы. 31 января 2019 года досрочно покинул свой пост посла на Украине из-за претензий к работе со стороны руководства Польши.
МИД Польши не опубликовал официальных объяснений, однако СМИ сообщали, что посол недостаточно жестко отстаивал польские интересы в вопросах национальной памяти. В чатсности отмечалось, что глава дипведомства был слишком пассивным в отношении Украинского института национальной памяти, деятельность которого активно критикуется в Польше.

## Личная жизнь
Жена — психолог, дочь Кася — фотограф